# Svitávka
Svitávka là một chợ huyện thuộc huyện Blansko, vùng Jihomoravský, Cộng hòa Séc.